# Kiss of the Spider Woman (2025)
Kiss of the Spider Woman (bra: O Beijo da Mulher Aranha) é um filme musical dramático americano, dirigido por Bill Condon, baseado no musical de 1992 de Terrence McNally, John Kander e Fred Ebb. Esta adaptação cinematográfica é, por sua vez, baseada no romance de 1976 de Manuel Puig. O filme é a segunda adaptação do romance para o cinema, após o filme brasileiro de 1985 dirigido por Héctor Babenco. Jennifer Lopez interpretará o papel titular de Ingrid Luna e também atuará como produtora executiva. Diego Luna e Tonatiuh fazem parte do elenco principal como Valentin Arregui e Luis Molina, respectivamente. O filme está programado para estrear no Festival de Cinema de Sundance em 2025.
O filme estreou no Festival de Cinema de Sundance em 26 de janeiro de 2025.

## Elenco
- Jennifer Lopez como Ingrid Luna
- Diego Luna como Valentin Arregui
- Tonatiuh como Luis Molina
- Tony Dovolani
- Josefina Scaglione como Marta
- Bruno Bichir

## Produção

### Desenvolvimento e elenco
Em dezembro de 2023, foi anunciado que Jennifer Lopez estrelaria como Ingrid Luna no filme, com Bill Condon dirigindo a partir de seu próprio roteiro. O projeto independente será produzido por Lopez, Elaine Goldsmith-Thomas e Benny Medina através da Nuyorican Productions, junto aos produtores Barry Josephson, Tom Kirdahy, Greg Yolen e Matt Geller. Sergio Trujillo será responsável pela coreografia das sequências musicais. Após o anúncio, foi aberta uma chamada de elenco para o papel de Molina.
Em março de 2024, o dançarino Tony Dovolani foi anunciado como parte do elenco, interpretando um chefe da máfia. Em abril de 2024, Diego Luna e Tonatiuh foram confirmados para interpretar Valentin Arregui e Luis Molina. Além disso, Ben Affleck e Matt Damon se juntaram como produtores, sob a bandeira de sua Artists Equity, com Luna também atuando como produtor executivo.

### Filmagem
A produção teve início em 21 de março de 2024, em New Jersey. Jennifer Lopez confirmou em 10 de maio de 2024 que havia concluído as filmagens de suas cenas, tendo perdido peso para o papel de Aurora. Lopez descreveu o processo de filmagem como "parte excitante, parte exaustivo". A produção foi finalizada em 16 de junho de 2024.

## Lançamento
Kiss of the Spider Woman estreou no Festival de Cinema de Sundance, em 26 de janeiro de 2025.